# Angela Gronenborn
Angela Maria Gronenborn (* 11. Mai 1950 in Köln) ist eine deutsch-amerikanische Chemikerin und Hochschullehrerin an der University of Pittsburgh in den USA.

## Werdegang
Gronenborn studierte Chemie an der Universität zu Köln und wurde dort 1978 promoviert. Anschließend forschte sie am britischen National Institute for Medical Research in London. Von 1984 bis 1988 leitete sie die Biological NMR Group am Max-Planck-Institut für Biochemie in Martinsried und habilitierte sich 1987 in Physikalischer Biochemie an der Ludwig-Maximilians-Universität München. Danach setzte sie ihre Forschung in den USA fort, zuerst am National Institutes of Health in Bethesda (Maryland) und anschließend an der University of Pittsburgh.
Seit 2005 hält sie die UPMC Rosalind Franklin Professur und ist Leiterin des Department of Structural Biology der University of Pittsburgh. Seit 2006 ist sie außerdem Professorin am Department of Bioengineering der University of Pittsburgh und Swanson School of Engineering, und Direktorin des Pittsburgh Center for HIV Protein Interactions (PCHPI).

## Forschung
Gronenborn ist Expertin für Kernspinresonanzspektroskopie (NMR-Spektroskopie), die sie für die Untersuchung von Proteinen und komplexen Makromolekülen nutzt. Sie forscht im Bereich der Strukturbiologie und molekularen Biophysik und versucht, die grundlegenden Mechanismen aufzuklären, die die zelluläre Funktionen in biologischen Systemen vermitteln.
Ein Schwerpunkt ihrer Arbeit ist die Forschung an den Proteinen, die an der Replikation des  Humanen Immundefizienz-Virus (HIV) involviert sind.

## Auszeichnungen
- 2020 E. Bright Wilson Award in Spectroskopy der American Chemical Society[1]
- 2019 Richard R. Ernst Prize in Magnetic Resonance[2]
- 2019 Mildred Cohn Award in Biological Chemistry der American Society for Biochemistry and Molecular Biology[3]
- seit 2018 Mitglied der American Academy of Arts and Science
- 2015–2018 Einstein Visiting Fellow[4]
- seit 2014 Mitglied der Nationalen Akademie der Wissenschaften Leopoldina[5]
- 2014 Life Sciences Award, Carnegie Science Foundation
- seit 2010 Mitglied der Norwegian Academy of Science and Letters
- seit 2008 Fellow der International Society of Magnetic Resonance
- seit 2007 Mitglied der amerikanischen National Academy of Science
- 2006 EAS Award for Outstanding Achievements in Magnetic Resonance[6]
- seit 2002 Fellow der American Association for the Advancement of Science (AAAS)
- 1992 National Institutes of Health Director’s Award
- seit 1990 Fellow der Royal Society of Chemistry, UK
- 1989 Scientific Achievement Award, Washington Academy of Sciences